# Möller István
Möller István Károly (Mór, 1860. április 9. – Budapest, 1934. szeptember 30.) építész, műegyetemi tanár, az MTA levelező tagja (1927).

## Családja és származása
Szülei Möller Fülöp és Berger Erzsébet voltak. Möller István móri lakos 1882. szeptember 19-én tért át az izraelita vallásról a római katolikusra a pápai katolikus plébánián; Hock János gógánfai plébános hajtotta végre a keresztelést. Első felesége Berger Hermina (1860–Budapest, 1916. március 23.), akitől született fia Möller Károly építész, szakíró. Később, Bécsben 1930. január 9-én feleségül vette az ágostai hitvallású Steller Margit (Békéscsaba, 1899. február 13.) kisasszonyt, akinek a szülei Steller Árpád és Félix Mária voltak.

## Élete
A karlsruhei, majd a bécsi műegyetemen tanult építészetet. Fiatal korában Mór uradalmi igazgatója volt. Műemlékvédelmi tevékenysége mellett saját tervezésű épületei is megvalósultak, például Budapesten az Árpád-házi Szent Margit-templom (Lehel téri templom). Nevéhez fűződik a vajdahunyadi vár, a gyulafehérvári székesegyház, a pécsi ókeresztény mauzóleum, a zsámbéki késő román kori / korai gótikus templomrom helyreállítása. 1897-ben az ő tervei alapján restaurálták az Egri minaretet.  1914–1932 között a budapesti József Műegyetem középkori építési tanszékének volt tanára. 

## Emléke
- 1998-tól adományozzák: Möller István Emlékérem Archiválva 2019. június 18-i dátummal a Wayback Machine-ben
- 2010. április 19. Műemléki világnap Möller István tiszteletére, konferencia és kiállítás

## Művei
- A vajda-hunyadi vár építési kora.  Budapest, 1913
- Erdély nevezetesebb műemlékei. Budapest, 1929
- A Hunyadi-síremlékek anyaga és kivitele. Építészeti emlékek Hunyadi János idejéből. (Magyarország műemlékei. I. 1905, Budapest
- Les monuments de l architecture hongroise. Budapest, 1920
- Az ócsai templom. Építőipar–Építőművészet, 1921
- A zsámbéki templom. 1933, Budapest